# Лейви, Тесса
Тесса Роуз Лейви (англ. Tessa Rose Lavey; родилась 29 марта 1993 года в Суон-Хилл, штат Виктория, Австралия) — австралийская профессиональная баскетболистка, которая выступала в женской национальной баскетбольной лиге. Играла на позиции разыгрывающего защитника. Чемпионка женской НБЛ (2014).
В составе национальной сборной Австралии принимала участие в Олимпийских играх 2016 года в Рио-де-Жанейро и Олимпийских играх 2020 года в Токио, кроме этого стала бронзовым призёром чемпионата мира 2014 года в Турции и серебряным призёром чемпионата мира 2018 года в Испании, а также стала победительницей чемпионата Океании 2015 года в Австралии и Новой Зеландии и Игр Содружества 2018 года в Голд-Косте и завоевала серебряные медали чемпионата Азии 2017 года в Индии и бронзовые медали летней Универсиады 2013 года в Казани.

## Ранние годы
Тесса Лейви родилась 29 марта 1993 года в небольшом городке Суон-Хилл (штат Виктория), где посещала начальную школу Святой Марии, а затем переехала в Гамильтон, где училась в колледже Монивей. В январе 2009 года переехала в Бендиго, где посещала местный католический колледж, и в том же году она перебралась в Канберру, где поступила в Австралийский институт спорта, а закончила своё обучение там же в колледже Лейк-Джинниндерра.